# Moanin' (composition)
Pour l’article homonyme, voir Moanin'.
Moanin' (gémissement, en anglais) est un standard de jazz composé par le pianiste américain Bobby Timmons pour Art Blakey et les Jazz Messengers. C'est un des morceaux les plus connus du hard bop.

## À propos du morceau

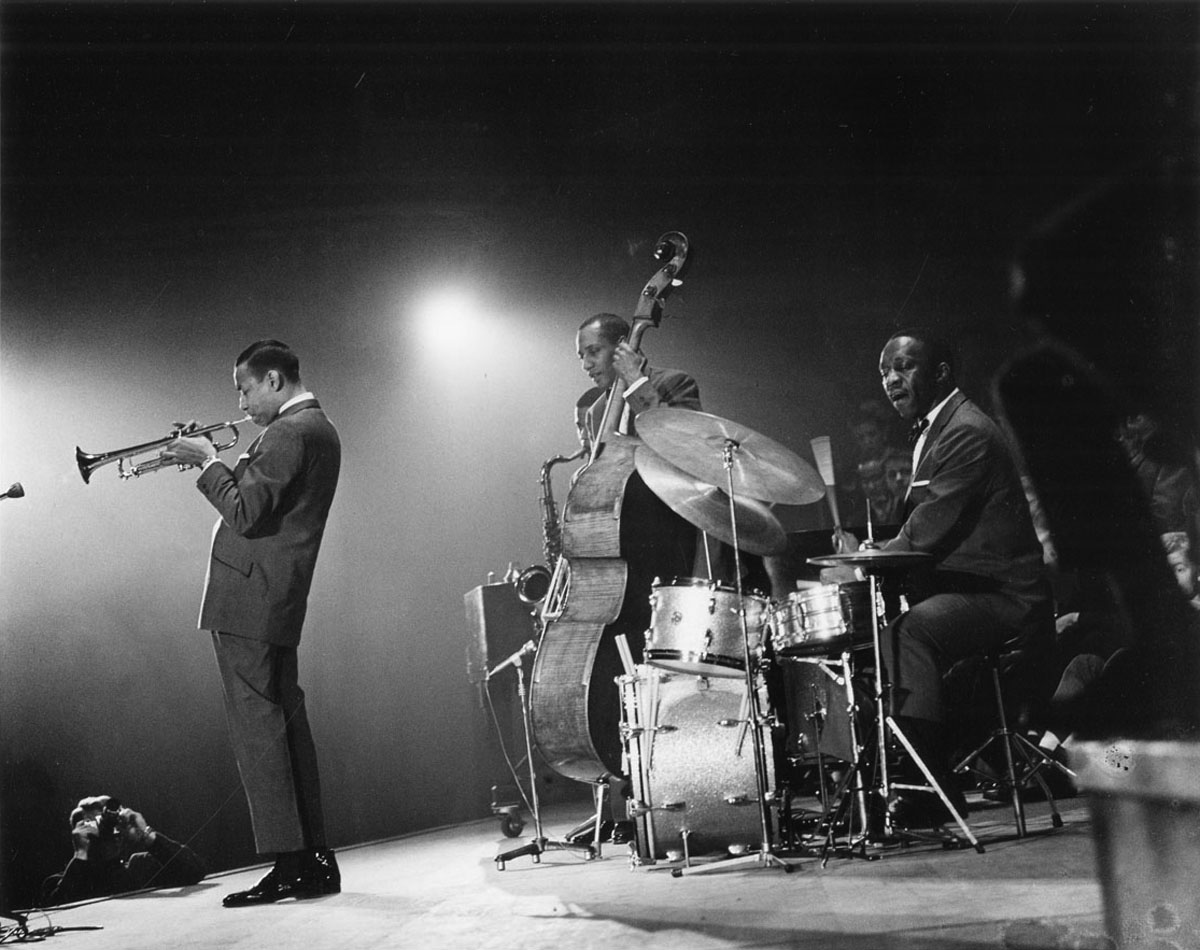
Art Blakey à Amsterdam en 1960, avec Lee Morgan (trompette) et Jymie Merritt (contrebasse).

Le saxophoniste ténor Benny Golson, membre des Jazz Messengers, raconte l'origine du morceau dans une interview donnée en 1992 : Bobby Timmons avait l'habitude de jouer un petit riff « funky » sur huit mesures entre deux morceaux des Jazz Messengers, riff qui plait beaucoup au groupe. Golson, qui réalise qu'il y a quelque chose d'intéressant à creuser, demande à Timmons de se servir de cette section comme d'un élément (ou partie) A, et d'écrire un pont (élément ou partie B), afin de coller à la forme AABA. Au bout de quelques dizaines de minutes, le morceau est terminé. Il est joué le soir même et devient immédiatement un succès.

## Versions vocales
Jon Hendricks y ajoute des paroles de style questions-réponses blues-gospel, sur son album The Hottest New Group in Jazz, de son trio de jazz Lambert, Hendricks & Ross de 1960,.
Mimi Perrin y a également ajouté des paroles. Rebaptisé La Complainte du bagnard, le morceau est enregistré par Les Double Six en 1961.

## Enregistrements
Moanin' apparaît pour la première fois sur l'album Moanin' (1958) de Art Blakey et les Jazz Messengers, formation dont Bobby Timmons est le pianiste,. Le pianiste l'enregistre avec son trio sur This Here is Bobby Timmons en 1960.
Ce standard de jazz est repris par de nombreux interprètes :
- Quincy Jones sur The Birth of a Band! (en) en 1959
- Shirley Scott sur Soul Searching en 1960
- Ray Charles sur Genius + Soul = Jazz en 1961
- Henry Mancini sur Combo! en 1961
- Oscar Peterson sur Eloquence en 1965
- Wes Montgomery sur Portrait of Wes en 1966
- Art Farmer sur The Art Farmer Quintet Plays the Great Jazz Hits en 1967
- Rhoda Scott sur Take a Ladder en 1969
- Phil Woods et le Los Angeles Jazz Orchestra sur Groovin' to Marty Paich en 2005
- Bill Mays sur The Best Is Yet to Come en 2009
- Kora Jazz Trio sur Part IV en 2018

La version avec les paroles de Jon Hendricks est notamment chantée par :
- Bill Henderson sur Bill Henderson Sings en 1959
- Mel Tormé sur Comin' Home Baby en 1962
- Sarah Vaughan sur Sarah Sings Soulfully (en) en 1965
- Regina Belle sur Lazy Afternoon en 2004
- Roberta Gambarini sur The Shadow of Your Smile - Homage to Japan en 2013